# Lanzhou
Lanzhou (en chino, 兰州; pinyin, Lánzhōu) es la capital de la provincia de Gansu en la República Popular China.
Lanzhou está situada a orillas del río Amarillo. Fue fundada durante la dinastía Han y su historia está ligada a la Ruta de la Seda ya que era uno de los centros de tránsito de las caravanas que comerciaban con Occidente. En esa época se la conocía como "la ciudad dorada" ya que en la zona se encontraron diversas minas de oro. Entre los siglos V y XI, Lanzhou se convirtió en un centro para el estudio del budismo.

## Historia

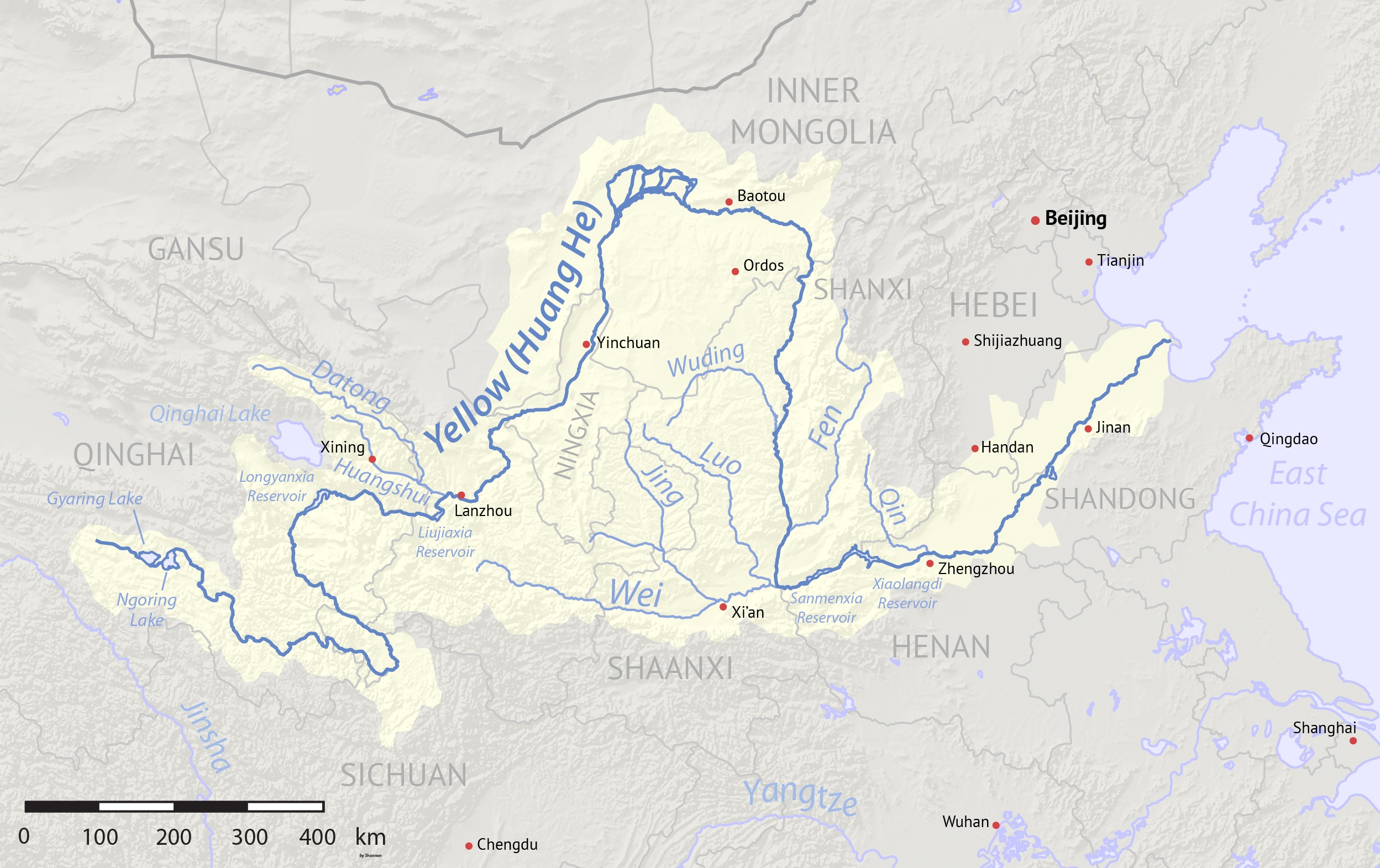
Lanzhou en un mapa del río Amarillo (Huang He)

El primer asentamiento en esta región podría remontar a la dinastía Han con una historia de más de 2000 años. La ciudad se solía llamar La ciudad dorada, cuando era una parada importante de la antigua Ruta de la Seda. Para proteger la ciudad, la Gran Muralla se extendía hasta el paso Yumen en Jiuquan.
Tras la caída de la dinastía Han, Lanzhou se convertiría en la capital de una sucesión de estados tribales. Mezclada con herencias culturales diferentes, el área de la actual provincia de Gansu, desde el siglo V hasta el XI, se convertiría en un centro para el estudio budista. La ciudad adquiría su nombre actual en 1656, durante la dinastía Qing.

## División administrativa
La ciudad prefectura de Lanzhou se divide en 5 distritos y 3 condados:
- Distrito Chengguan 城关区
- Distrito Qilihe 七里河区
- Distrito Xigu 西固区
- Distrito Anning 安宁区
- Distrito Honggu 红古区
- Condado Yongdeng 永登县
- Condado Gaolan 皋兰县
- Condado Yuzhong 榆中县
- Nueva área de Lanzhou 兰州新区

## Economía
Los minerales son una parte básica de la economía de la ciudad como el carbón, zinc, oro, plata, níquel, manganeso, arcilla. Hay una planta de generación térmica suministrada con el carbón de los campos en Qinghai. Además, hay una estación hidroeléctrica en la garganta de Zhulama en Gansu, y una presa polivalente se ha construido en la garganta Liujia en el río Amarillo.
En agricultura Lanzhou es centro de acopio y de mercado para la producción agrícola y ganadera, además productos como el trigo, verduras, frijoles, aceite, melón, melocotones, tabaco, rosas, manzanas y lirios.
Otras industrias principales incluyen fábricas textiles, procesamiento de caucho y plantas de fertilizantes, una refinería de petróleo, productos petroquímicos, maquinaria y la industria metalúrgica.
Gansu tiene una de las refinerías de petróleo más grandes del país y Lanzhou es el centro de la industria petroquímica de la provincia. También fabrica equipos para la industria petrolera.
Lanzhou tiene una gran industria textil, particularmente conocida por la producción de productos de lana y cuero. Además, produce locomotoras y material de ferrocarriles del noroeste, así como herramientas y equipos de minería. 
productos de aluminio, productos químicos industriales, y los fertilizantes se producen a gran escala, y existe una gran industria del caucho. 
Lanzhou ha sido uno de los centros de la industria China de energía nuclear desde 1960.

## Aeropuerto
A 60 km al norte del centro de la ciudad se localiza el aeropuerto Lanzhou Zhongchuan (兰州中川机场), inaugurado en 1970 es el eje de transporte aéreo de toda la provincia. En 2010 movió a más de 3.6 millones de pasajeros.

## Clima
La ciudad tiene un clima semiárido y unas temperaturas moderadas. Durante muchos años, fue considerada como una de las más contaminadas de toda China por culpa de las industrias de la zona (refinerías de petróleo y petroquímicas, entre otras) y la situación geográfica (en medio de un valle) que dificulta las corrientes de aire. El Gobierno de Lanzhou ha iniciado una serie de proyectos para mejorar la calidad del aire de la zona.

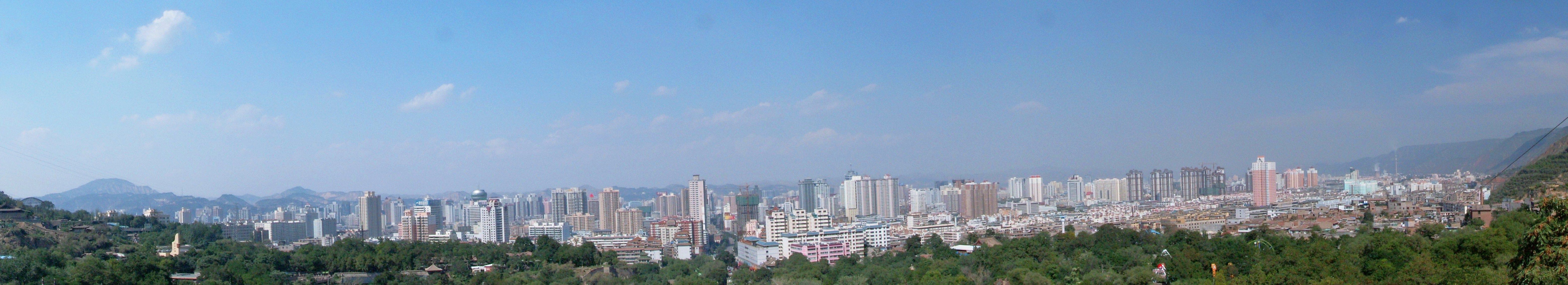
Vista panorámica de Lanzhou

| Parámetros climáticos promedio de Lanzhou (1971−2000) | Parámetros climáticos promedio de Lanzhou (1971−2000) | Parámetros climáticos promedio de Lanzhou (1971−2000) | Parámetros climáticos promedio de Lanzhou (1971−2000) | Parámetros climáticos promedio de Lanzhou (1971−2000) | Parámetros climáticos promedio de Lanzhou (1971−2000) | Parámetros climáticos promedio de Lanzhou (1971−2000) | Parámetros climáticos promedio de Lanzhou (1971−2000) | Parámetros climáticos promedio de Lanzhou (1971−2000) | Parámetros climáticos promedio de Lanzhou (1971−2000) | Parámetros climáticos promedio de Lanzhou (1971−2000) | Parámetros climáticos promedio de Lanzhou (1971−2000) | Parámetros climáticos promedio de Lanzhou (1971−2000) | Parámetros climáticos promedio de Lanzhou (1971−2000) |
| Mes                                                   | Ene.                                                  | Feb.                                                  | Mar.                                                  | Abr.                                                  | May.                                                  | Jun.                                                  | Jul.                                                  | Ago.                                                  | Sep.                                                  | Oct.                                                  | Nov.                                                  | Dic.                                                  | Anual                                                 |
| ----------------------------------------------------- | ----------------------------------------------------- | ----------------------------------------------------- | ----------------------------------------------------- | ----------------------------------------------------- | ----------------------------------------------------- | ----------------------------------------------------- | ----------------------------------------------------- | ----------------------------------------------------- | ----------------------------------------------------- | ----------------------------------------------------- | ----------------------------------------------------- | ----------------------------------------------------- | ----------------------------------------------------- |
| Temp. máx. media (°C)                                 | 1.7                                                   | 6.0                                                   | 12.2                                                  | 19.6                                                  | 24.1                                                  | 27.3                                                  | 29.3                                                  | 27.9                                                  | 22.8                                                  | 16.7                                                  | 9.5                                                   | 2.8                                                   | 16.7                                                  |
| Temp. mín. media (°C)                                 | −10.1                                                 | −6.0                                                  | 0.3                                                   | 6.1                                                   | 10.7                                                  | 14.3                                                  | 16.6                                                  | 15.7                                                  | 11.4                                                  | 5.0                                                   | −2.1                                                  | −8.3                                                  | 4.5                                                   |
| Precipitación total (mm)                              | 1.4                                                   | 2.6                                                   | 9.2                                                   | 14.7                                                  | 33.2                                                  | 44.0                                                  | 67.0                                                  | 73.8                                                  | 40.7                                                  | 21.3                                                  | 2.8                                                   | 0.9                                                   | 311.6                                                 |
| Días de precipitaciones (≥ 0.1 mm)                    | 1.9                                                   | 2.4                                                   | 4.5                                                   | 5.3                                                   | 7.5                                                   | 9.4                                                   | 11.4                                                  | 11.2                                                  | 9.9                                                   | 6.3                                                   | 1.7                                                   | 1.0                                                   | 72.5                                                  |
| Horas de sol                                          | 155.7                                                 | 179.3                                                 | 195.4                                                 | 224.5                                                 | 245.9                                                 | 234.7                                                 | 244.8                                                 | 241.1                                                 | 191.5                                                 | 186.0                                                 | 174.0                                                 | 151.2                                                 | 2424.1                                                |
| Humedad relativa (%)                                  | 54                                                    | 49                                                    | 48                                                    | 44                                                    | 48                                                    | 54                                                    | 59                                                    | 63                                                    | 66                                                    | 66                                                    | 60                                                    | 58                                                    | 55.8                                                  |
| Fuente: China Meteorological Administration           |                                                       |                                                       |                                                       |                                                       |                                                       |                                                       |                                                       |                                                       |                                                       |                                                       |                                                       |                                                       |                                                       |

## Puntos de interés
- Templo taoísta de Baiyun: fue construido en 1837 en homenaje a uno de los ocho inmortales del taoísmo.
- Grutas del Templo de Bingling: son una muestra del arte budista. Se pueden ver casi 700 estatuas de piedra en más de 200 cuevas. La mayoría de las figuras fueron esculpidas durante la dinastía Tang.
- Prado de Sangke: 桑科草原 (en pinyin: Sāngkē Cǎoyuán). Lugar con paisajes naturales que ofrece diferentes actividades relacionadas con los nómadas tibetanos.
- Parque de la Pagoda Blanca: en el parque, situado al norte del río Amarillo, se encuentra una pagoda construida durante la dinastía Yuan y reconstruida durante la dinastía Ming. El templo de la Pagoda Blanca es uno de los más antiguos de la zona. Cerca de la Pagoda Blanca, se encuentra el Salón Luohan y el templo Sanxing.
- Parque de la Montaña de Cinco Manantiales: es uno de los parques más famosos de Lanzhou, un lugar rodeado de árboles y cuyo entorno es muy agradable y pacífico.
- Escultura de Madre del Río Amarillo: una escultura ubicada en la calle Hebin. Fue acreedora de un premio por excelencia en el concurso de Escultura Urbana Nacional.